# Kostel svatého Antonína Paduánského (Istanbul)
Kostel svatého Antonína Paduánského (turecky: St Antuan Katolik Kilisesi) je největším římsko-katolickým kostelem v Istanbulu, Turecku. Nachází se na nejrušnější třídě Istanbulu: Istiklal Caddesi v městském obvodě Beyoğlu.
Kostel je považován také za menší baziliku a je spravován italskými knězi. Nedělní mše jsou v různých hodinách vedeny v angličtině, polštině, italštině nebo turečtině.
Dříve, než se stal Jan XXIII. papežem, zastával funkci apoštolského delegáta v Turecku a kázal v tomto kostele po dobu 10 let. V Turecku se mu dostalo přezdívky „Turecký papež,“ protože hovořil plynně turecky a často vyjadřoval svou lásku k Istanbulu a Turecku.